# Thảm họa hàng không München
Thảm họa hàng không München xảy ra vào ngày 6 tháng 2 năm 1958, khi chuyến bay số 609 của hãng hàng không British European Airways (nay thuộc British Airways) đã bị tai nạn vào lần cố gắng cất cánh thứ ba trên đường băng phủ tuyết, tại sân bay München-Riem, München, Tây Đức. Trên máy bay là đội bóng đá Manchester United, biệt danh là "Busby Babes", cùng với một số người hâm mộ và nhà báo. Hai mươi trong số 44 người trên máy bay đã tử vong trong vụ tai nạn. Những người còn lại, một số người trong số họ đã bị bất tỉnh hoặc bị thương được đưa đến Bệnh viện Rechts der Isar ở München, nơi ba người đã tử vong sau đó, khiến tổng cộng 23 trường hợp tử vong và 21 người sống sót.
Đội bóng đã trở về từ một trận đấu Cúp châu Âu ở Beograd, Nam Tư (nay là Serbia), thi đấu lượt về với đội bóng Sao Đỏ Beograd, nhưng đã phải dừng chân ở Munich để tiếp nhiên liệu, vì một chuyến đi không ngừng từ Beograd đến Manchester sẽ ra ngoài phạm vi hoạt động của máy bay. Sau khi tiếp nhiên liệu, các phi công James Thain và Rayment Kenneth đã cố gắng cất cánh hai lần, nhưng đã phải từ bỏ vì lỗi động cơ trái. Lo sợ rằng họ sẽ bị trễ so với lịch trình, cơ trưởng Thain từ chối ở lại qua đêm tại Munich và cất cánh thêm lần thứ ba. Sau đó, tuyết bắt đầu rơi, tạo nên một lớp trơn trượt ở cuối đường băng. Sau khi máy bay lao trúng chỗ trơn trượt, nó đã lao qua hàng rào ở cuối đường băng và bị gãy nát cánh trái vì bị đâm vào một ngôi nhà gần đó. Lo sợ máy bay sẽ phát nổ, Thain đã bắt đầu sơ tán hành khách trong khi thủ môn Harry Gregg của Manchester United đã giúp kéo những người sống sót từ đống đổ nát.

## Bối cảnh
Vào tháng 4 năm 1955, Liên đoàn bóng đá châu Âu UEFA thành lập giải đấu cúp với tên gọi European Cup, một giải bóng đá dành cho các câu lạc bộ vô địch của các quốc gia châu Âu thuộc UEFA, giải đấu bắt đầu vào mùa giải 1955–1956. Tuy nhiên, nhà vô địch giải cao nhất nước Anh đó là Chelsea, đã bị từ chối tham dự giải đấu bởi thư ký Alan Hardaker của Giải bóng đá Anh. Mùa giải tiếp theo, nhà vô địch giải đấu cao nhất nước Anh đó là Manchester United được quản lý bởi Matt Busby. The Football League một lần nữa từ chối gia nhập vào Liên đoàn bóng đá châu Âu UEFA, nhưng nỗ lực của Busby và chủ tịch Harold Hardman cùng với sự giúp đỡ của Chủ tịch Stanley Rous của hiệp hội Bóng đá Anh, cuối cùng United trở thành đội bóng Anh đầu tiên chơi ở châu Âu.
Đội bóng United với biệt hiệu là Busby Babes đã lọt vào bán kết nhưng bị loại bởi nhà vô địch sau đó là Real Madrid. Sau khi lần lượt vượt qua Shamrock Rovers và Dukla Prague ở vòng sơ loại đầu tiên, United đã được bốc thăm gặp đội bóng sao đỏ Beograd của Nam Tư cho vòng tứ kết. Sau khi đánh bại họ với tỷ số 2-1 tại Old Trafford vào ngày 21 tháng 1 năm 1958, câu lạc bộ đã đi đến Nam Tư cho trận lượt về vào ngày 5 tháng 2. Trên đường trở về từ Prague, sương mù khắp nước Anh đã ngăn cản chuyến bay trở lại Manchester, vì vậy họ đã bay tới Amsterdam, rồi đi phà từ Hook của Hà Lan để đến Harwich và sau đó đi tàu đến Manchester.
Do háo hức không muốn bỏ lỡ trận đấu với Birmingham City tại giải The Football League ba ngày sau đó, câu lạc bộ thuê hãng hàng không British European Airways chở đội bóng từ Manchester đến Beograd cho trận lượt về với đội Sao đỏ Beograd. Trận đấu có kết quả hòa 3-3 nhưng đó là đủ để đưa United vào vòng bán kết. Chuyến bay cất cánh từ Beograd đã bị trì hoãn trong một giờ sau khi Johnny Berry mất hộ chiếu và chiếc máy bay hạ cánh ở Munich để tiếp nhiên liệu vào lúc 13:15 GMT.

## Diễn biến vụ tai nạn

### Chuyến bay 609 định mệnh
Sau đêm ăn mừng đầy cuồng nhiệt tại Belgrad, "những đứa trẻ của Busby" trở về Manchester vào giữa buổi sáng, và họ có thể về nhà vào tối hôm đó. Chuyến bay 609, Elizabethas GALZN-A5-57 của phi hành đoàn Lord Burghley với phi công James Thain và người bạn đồng nghiệp Kenneth điều khiển. Bầu không khí thật lặng lẽ, trên máy bay có 2 chiếc bàn khiến các cầu thủ có thể ngồi đối mặt với nhau để đánh bài vui vẻ. Trò chơi chấm dứt khi máy bay hạ cánh xuống Munich để tiếp nhiên liệu, và chỉ khi họ gần chạm mặt đất thì mới nhận ra tuyết đang rơi.

### Cất cánh không thành công
Thời gian tiếp nhiên liệu dự tính chỉ 20 phút, vì vậy hành khách vẫn ngồi trên khoang máy bay. Lúc 14 giờ 31 phút, bình nhiên liệu đã được nạp đầy. Chuyến bay đã sẵn sàng trên đường băng và nhận tín hiệu cất cánh. Khi máy bay tăng tốc, các phi công nghe thấy tiếng kêu lạ từ động cơ và họ quyết định ngừng cất cánh. Âm thanh lạ đó được gọi là " boost surging" - kết quả của việc nhiên liệu làm động cơ tăng tốc quá nhanh. Vấn đề không phải không thường xuyên với những chiếc Elizabethan. Các phi công đã quyết định tự khắc phục việc này bằng cách cho van tiết lưu chảy chậm hơn. Khoảng 3 phút sau, máy bay lại sẵn sàng cất cánh.

### Cất cánh lần 3: và thảm kịch đã xảy ra
Sau 2 lần thất bại, hành khách được thông báo do sự cố kĩ thuật, chuyến bay tạm thời gián đoạn; nhiều người đã vào quán cafe, chuyện trò và than vãn phải về nhà bằng đường bộ qua vùng Hood của Hà Lan, không khí thoải mái và vui vẻ. Duncan Edwards tranh thủ gửi bức điện về Manchester, trong khi hành khách đang đợi ở quán cafe, và nghĩ rằng khó có thể cất cánh trong điều kiện như vậy.
"Tất cả các chuyến bay đều bị hoãn. Mai mới về được. Duncan," đó là nội dung bức điện tín do Duncan Edwards gửi về cho bà chủ nhà trọ của anh tại Manchester. 17 giờ chiều ngày 6 tháng 2 năm 1958, khi bức điện ấy tới nơi người nhận, thì có 21 người đã trút hơi thở cuối cùng bên xác chiếc máy bay G-ALZU tại Munich.
Edwards đã nhầm, các hành khách đã được gọi trở lại chuyến bay, phi công Thain và Rayment sau khi trao đổi với các nhân viên mặt đất đã quyết định không ở lại Munich đêm nay. Và máy bay sẽ cất cánh với một động cơ. Máy bay chồm lên trong lần cất cánh thứ 3 để rời khỏi sân bay Munich, lúc này hành khách thực sự hoang sợ. Trong khoang máy bay được thiết kế để họ có thể nhìn thấy mặt nhau. Nét mặt thay đổi của Roger Bryne chuyển nỗi sợ hãi của mình sang cho các đồng đội. Jonhny Berry thốt lên rằng: "cái chết đang gần kề chúng ta." Liam Whelan, tín đồ của thiên giáo đáp lại rằng: "Con đã sẵn sàng để chết." Harry Gregg nhìn thấy lớp tuyết rời khỏi bánh xe như tốc độ của chiêc tàu thủy. Máy bay chồm lên cao hơn trước nhưng ngay khi các phi công cố gắng cất cánh thì chiếc Lord Burghley nổ tung sau khi rơi xuống đường băng với tốc độ cao, trượt theo hàng rào và lao qua một con đường.

### Sau tai nạn
Không có tiếng kêu khóc nào bên trong khi máy bay dừng hẳn, nhưng dần dần có sự cử động. Hary Gregg đá tung mảnh vỡ của máy bay qua xác của Bert Whalley. Phi công Thain đang bất lực nắm 1 bình cứu hỏa nhỏ và hét to: "Hãy chạy đi vì sẽ có những vụ nổ nữa." Gregg lao vào máy bay và cứu một em bé đang khóc còn mẹ em là người đã bị gẫy cổ và chân. Anh kéo Dennis Viollet và Bobby Charton ra khỏi mảnh vỡ bằng dây đeo bảo hiểm của họ. Busby vẫn nằm trên sàn và kêu đau ở ngực và chân. Jackie Blanchflower nằm bị thương nặng với Roger Byrne đã chết đè qua lên người anh. Người tiếp viên hàng không đứng cạnh, tê liệt đi vì sợ hãi. Cuối cùng ô tô và xe cứu thương cũng đến chỗ máy bay bị đâm, và họ được chuyển đến bệnh viện Rechts ở Munich.
Tin về vụ tai nạn nhanh chóng được truyền về Manchester. Vợ của Mark Jones nghe được tin trong siêu thị. Các cầu thủ United biết về thảm họa này từ các nhân viên mặt đất. Jimmy Murphy, người lỡ chuyến bay nghe được tin này từ thư ký của Busby đó là Alma George. Con trai của Matt, Sandy Busby đọc được thông báo trên áp phích. Murphy bay tới Munich ngay hôm sau, ông đi bộ vòng quanh phòng bệnh của những người bị thương. Ducan Edward hỏi Murphy mấy giờ trận đấu bắt đầu. Busby đề nghị Murphy đảm nhận mọi việc cho ông.
Nuốt nỗi đau đớn, huấn luyện viên Jimmy Murphy phải bắt tay ngay vào việc. Trận đấu vòng 5 cup FA với Sheffield Wednesday được hoãn đến ngày 9/3. Murphy đã thuyết phục cựu thủ môn của United giành cup vô địch năm 1948 quay lại United trên cương vị mới đó là huấn luyện viên đội trẻ. Ngày 19 tháng 3, Huấn luyện viên Murphy đưa ra sân đội hình gồm các cầu thủ trẻ, hai cầu thủ mới ký hợp đồng và đội trưởng Bill Foulkes, phía sau là Hary Gregg, cả hai cầu thủ cùng sống sót và được khán giả chật cứng ở Old Trafford đón chào nồng nhiệt khi Manchester United thắng Sheffield Wednesday với tỷ số 3-0. Thậm chí sau đó họ còn vào đến trận chung kết Cúp FA.

## Nguyên nhân vụ tai nạn
Mặc dù vụ tai nạn ban đầu được cho là do lỗi của phi công Thain, sau đó nguyên nhân được xác định gây ra vụ tai nạn hàng không này là bởi đám tuyết ở phía cuối đường băng, gây giảm tốc độ của máy bay và ngăn chặn tốc độ bay an toàn. Trong thời gian cất cánh, chiếc máy bay đã đạt 117 hải lý (217 km/h), nhưng khi chạy trên đám tuyết giảm đến 105 hải lý (194 km/h), quá chậm để rời khỏi mặt đất.
Mặc dù kết luận này, các nhà chức trách sân bay Đức (người chịu trách nhiệm pháp lý đối với trạng thái của đường băng của sân bay, nhưng thường không nhận thức được sự nguy hiểm của đám tuyết tan trên đường băng) đã có hành động pháp lý chống lại cơ trưởng Thain, người phi công đã sống sót sau vụ tai nạn. Họ tuyên bố rằng ông đã đưa ra quyết định bay mà không làm tan băng trên cánh máy bay và truy tố trách nhiệm về vụ tai nạn cho ông, mặc dù một số nhân chứng nói rằng đây không phải là như vậy.
Các nhà chức trách Đức kiểm tra lớp băng trên cánh máy bay sau vụ tai nạn. Một bức ảnh của chiếc máy bay (được xuất bản trong một số tờ báo) chụp trong thời gian ngắn trước khi cất cánh, mà xuất hiện lớp tuyết trên bề mặt cánh máy bay. Khi các bức ảnh gốc đã được kiểm tra, tuy nhiên không có tuyết hoặc băng có thể được nhìn thấy trên cánh máy bay do ánh nắng mặt trời phản chiếu xuống cánh. Các nhân chứng đã không được gọi để điều tra và tố tụng chống lại nhà chức trách Đức. Đến năm 1968, Thain cuối cùng đã được xóa sạch bất kỳ trách nhiệm về vụ tai nạn. Chính quyền Anh tuyên bố nguyên nhân chính thức của vụ tai nạn hàng không này là do sự tan chảy của tuyết trên đường băng khiến chiếc máy bay không đạt yêu cầu tốc độ khi cất cánh. Thain, đã bị sa thải bởi BEA ngay sau khi tai nạn xảy ra và không bao giờ tham gia vào ngành hàng không nữa, Ông nghỉ hưu và trở về mở trang trại nuôi gia cầm của mình ở Berkshire. Ông qua đời vì một cơn đau tim ở tuổi 54, vào tháng 8 năm 1975.

## Hậu quả vụ tai nạn
Vụ tai nạn hàng không Munich này khiến 23 người chết và 21 người còn sống sót trong tổng số 44 người trên chuyến bay định mệnh vào ngày 6 tháng 2 năm 1958.

Danh sách cụ thể:

### Những người đã mất
Phi hành đoàn
- Kenneth "Ken" Rayment, Phi hành đoàn trưởng. Sống sót nhưng bị đa chấn thương và chết tại bệnh viện ba tuần sau đó là kết quả của tổn thương não
- Tom Cable, Tiếp viên hàng không

Cầu thủ Manchester United
- Geoff Bent
- Roger Byrne
- Eddie Colman
- Duncan Edwards (Sống sót sau vụ tai nạn, nhưng đã chết tại bệnh viện 15 ngày sau đó)
- Mark Jones
- David Pegg
- Tommy Taylor
- Liam "Billy" Whelan

Ban lãnh đạo Manchester United
- Walter Crickmer, Thư ký câu lạc bộ
- Tom Curry, Huấn luyện viên
- Bert Whalley, Chủ tịch câu lạc bộ

Những Nhà báo
- Alf Clarke, Báo Manchester Evening Chronicle
- Donny Davies, Báo Manchester Guardian
- George Follows, Báo Daily Herald
- Tom Jackson, Báo Manchester Evening News
- Archie Ledbrooke, Báo Daily Mirror
- Henry Rose, Báo Daily Express
- Frank Swift, Cựu thủ môn tuyển Anh và Manchester City, chết trên đường đến bệnh viện
- Eric Thompson, Báo Daily Mail

Hành khách khác
- Bela Miklos, Khách du lịch
- Willie Satinoff, Người hâm mộ, chủ sở hữu trường đua ngựa và người bạn thân của Matt Busby

### Những người còn sống
Phi hành đoàn
- Margaret Bellis, tiếp viên hàng không (mất năm 1998).[19]
- Rosemary Cheverton, tiếp viên hàng không.
- George William "Bill" Rodgers, nhân viên đài vô tuyến (qua đời năm 1997).[20]
- James Thain, phi công, còn sống nhưng bị mất sau một cơn đau tim năm 1975.[21]

Cầu thủ Manchester United
- Johnny Berry, không bao giờ chơi bóng được nữa, qua đời năm 1994.[22]
- Jackie Blanchflower, không bao giờ chơi bóng được nữa, qua đời năm 1998.[23]
- Bobby Charlton, mất năm 2023
- Bill Foulkes, mất năm 2013[24]
- Harry Gregg," mất năm 2020"
- Kenny Morgans, mất 2012[25]
- Albert Scanlon, mất năm 2009[26]
- Dennis Viollet, mất năm 1999[27]
- Ray Wood, mất năm 2002[28]

Huấn luyện viên trưởng câu lạc bộ
- Matt Busby, huấn luyện viên trưởng (mất năm 1994)[29]

Các nhà báo và nhiếp ảnh gia
- Ted Ellyard, điện tín Daily Mail (mất năm 1964)
- Peter Howard, nhiếp ảnh gia Daily Mail (mất năm 1996)[30]
- Frank Taylor, phóng viên News Chronicle (mất năm 2002)[31]

Hành khách khác
- Vera Lukić và cô con gái Vesna, hành khách của Harry Gregg. Vào thời điểm đó, cô đã mang thai với con trai bà Zoran.[32]
- Bà Eleanor Miklos, vợ của Bela Miklos
- Nebojša Bato Tomašević, nhà ngoại giao Nam Tư.